# Flagenium petrikense
Flagenium petrikense là một loài thực vật có hoa trong họ Thiến thảo. Loài này được Ruhsam & A.P.Davis mô tả khoa học đầu tiên năm 2007.